# Aframomum subsericeum
Aframomum subsericeum là một loài thực vật có hoa trong họ Gừng. Loài này được (Oliv. & D.Hanb.) K.Schum. mô tả khoa học đầu tiên năm 1904.